# Miklóssy Ferenc (püspök)
Radványi Miklóssy Ferenc, olykor Miklósi (Csákvár, 1739. április 16. – Nagyvárad, 1811. június 22.) nagyváradi püspök 1803-tól haláláig.

## Élete
Miklóssy Ferenc Csákvárott született, és tanulmányai végeztével nevelő volt az Almásy-családnál, illetve egyúttal gyöngyösi káplánként működött. Később innen Ecsédre költözött, és a település plébánosa lett. Ecsédről Nagykállóra ment, és ott a plébánosság mellett az alesperességet is megkapta. 1769. október 26-ától Miskolcon plébános, amely akkoriban az egyik leggazdagabb parókia volt a tulajdonában álló tapolcai apátság és Jenke puszta miatt. Miklóssy felújíttatta és átalakíttatta a plébánia épületét, a templomot pedig kőfallal vétette körül.
Később – megtartva a miskolci javadalmat – egri papnevelő-intézeti elöljárónak ment, de csakhamar visszatért Miskolcra. 1779-től egri kanonok volt, majd nagyprépost, titopoloszi címzetes püspök, 1803. január 28-ától nagyváradi püspök. 1809-ben száz főből álló jól fölszerelt lovascsapatot állított ki a francia betörés ellen. 1811-ben hunyt el Nagyváradon. Végrendeletében – többek közt – a megyei iskolák jobb karba helyezésére 137.131 forintot, a papnevelő intézetére 136.804 forintot.

## Műve
- Oratio, qua suam celsitudinem regiam Josephum regni Hungariae palatinum ad Vörösvár, limitaneum I. cottus Pestinesis possessionem die 19. Sept. 1795. salutavit. Pestini